# Foramen cranio-orbitaire
 (janvier 2024).
Le foramen cranio-orbitaire (ou foramen de Hyrtl ou porus crotaphitico-buccinatorius de Hyrtl) est un foramen inconstant de la paroi latérale de l'orbite.

## Structure
Le foramen de Hyrtl est placé juste devant la fissure orbitaire supérieure.
Il permet le passage d'une anastomose entre l'artère méningée moyenne et l'artère lacrymale.